# Cantó d'Arle Est
El cantó d'Arle Est és un cantó francès del departament de les Boques del Roine, situat al districte d'Arle. Té 2 municipis i part del d'Arle.

## Municipis
- La part est d'Arle, concretament els barris de:
  - Centre històric (part est)
  - Griffeuille
  - Els Aliscamps
  - Monplaser
  - Trebon
  - Pont de Crau
  - Mas-Thibert
  - Molés
  - Raphèle-lès-Arles
- Fònt Vielha
- Sant Martin de Crau

| Data d'elecció                           | Identitat       | Partit  | Qualitat |
| ---------------------------------------- | --------------- | ------- | -------- |
| 1964-1970                                | M. Jouve        | SFIO    |          |
| 1970-1976                                | Joseph Belmondo | PCF     |          |
| 1976-1982                                | M. Van Migom    | UDF-CDS |          |
| 1982-                                    | Claude Vulpian  | PS      |          |
| les dades anteriors no són pas conegudes |                 |         |          |